# سری پدررول
سری پدررول (اسپانیایی: Sergi Pedrerol‎؛ زادهٔ ۱۶ دسامبر ۱۹۶۹) بازیکن واترپلو اهل اسپانیا بود.
وی در مسابقات کشوری و بین‌المللی در مجموع برندهٔ ۳ مدال طلا، ۱ مدال نقره، ۱ مدال برنز شده‌است.